# Скайлэб-3
Скайлэб-3 (также SL-3 и SLM-3) — второй пилотируемый полёт на первую американскую космическую станцию «Скайлэб». Также имя Скайлэб-3 относят к космическому кораблю серии «Аполлон», совершившему этот полёт.

## Экипаж
В экипаж Скайлэб-3 входило три человека:
- Алан Бин — командир (2-й полёт)
- Джек Лаусма — пилот (1-й полёт)
- Оуэн Гэрриотт — научный сотрудник (1-й полёт)

Дублёрами экипажа были
- Вэнс Бранд
- Уильям Ленуар
- Дон Линд